# Rete tranviaria di Cremona
La rete tranviaria urbana di Cremona era composta di due linee tranviarie che collegavano la stazione ferroviaria ai quartieri occidentali e orientali della città di Cremona.
Costruita ed esercita ad opera della Società Elettrica Bresciana (SEB), la rete operò dal 1916 fino al 1940, quando fu sostituita da una rete filoviaria.

## Storia

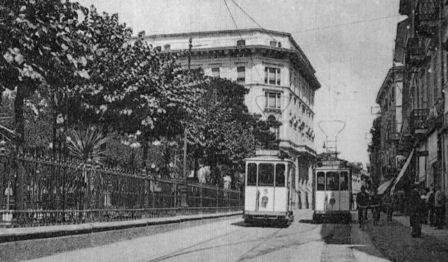
Incrocio tranviario

Cremona era stata raggiunta da alcune linee tranviarie extraurbane durante gli anni ottanta e novanta del XIX secolo. Durante l'amministrazione comunale del 1905-10 vi furono le prime discussioni sull'opportunità di dotare la città di una tranvia urbana. La maggioranza liberale era favorevole ad una gestione affidata ai privati, mentre l'opposizione socialista preferiva l'istituzione di una municipalizzata. La Banca Popolare di Cremona e l'associazione dei commercianti e degli industriali si fecero avanti per costituire una società che assumesse la concessione di una linea tranviaria, ma il denaro raccolto non fu sufficiente per iniziare i lavori di costruzione.
Nel 1912, l'assessore ai Lavori Pubblici della nuova amministrazione comunale, Pietro Simoncini, pubblicò il progetto per tre tranvie urbane coi seguenti percorsi:
- stazione FS – piazza Roma – porta Venezia;
- stazione FS – piazza Roma – porta Po;
- via Milano (nei pressi del passaggio a livello della linea per Fidenza) – stazione – porta Venezia – via Mantova (nei pressi del macello comunale).

Un'intenzione del progetto di Simoncini era anche quella di proseguire successivamente le tre linee tranviarie con diverse diramazioni: una per il ponte sul Po, una per porta Romana, una per San Bernardo, una per Sant'Ambrogio e un'altra per San Sebastiano. Inoltre, si supponeva di poter impiegare le tranvie anche per un servizio merci notturno con alcune fornaci di laterizi.
Il progetto simonciniano ebbe l'appoggio di liberali e socialisti, i quali però restarono divisi sul sistema di gestione, se privato o municipale. L'amministrazione comunale fu infine commissariata nel 1913. Il Regio Commissario, Eugenio Guidetti, portò avanti le pratiche, forte del parere dell'Ufficio Tecnico, puntando a far gestire la futura rete tranviaria ad un privato, scelto tramite appalto. Al 10 maggio 1914, secondo termine per la presentazione delle offerte, la Società Elettrica Bresciana (SEB) era l'unica impresa che aveva presentato un'offerta. Dieci giorni dopo il Regio Commissario deliberò l'attribuzione alla SEB, confermata dal Prefetto il 27 maggio.

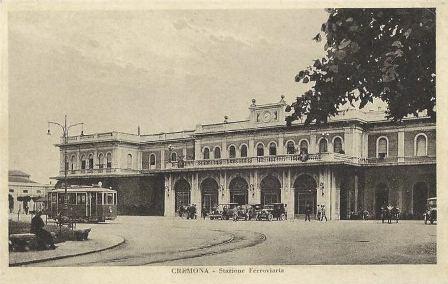
Tram presso la stazione ferroviaria

La nuova amministrazione eletta insediatasi in luglio, a maggioranza socialista, contestò l'operato di Guidetti e ingiunse la SEB a non proseguire nei lavori. Nel frattempo, la società bresciana ottenne la concessione governativa sessantennale, per cui, quando il comune decise di annullare gli atti del Regio Commissionario in materia tranviaria, decise di citare l'ente territoriale in giudizio. Si arrivò ad un accordo all'inizio del 1915: l'amministrazione comunale si fece carico dell'acquisto di un'area per le rimesse dei mezzi rotabili, mentre si rimandava a data da destinarsi la costruzione della linea via Milano – stazione – macello. Il nuovo contratto fu approvato dal consiglio comunale il 24 aprile 1915.
I lavori cominciarono il 12 luglio dello stesso anno. Il 21 e il 22 aprile dell'anno successivo si tennero le prime corse di prova. L'inaugurazione delle due linee si tenne il 17 maggio. La rimessa dei rotabili era posta in via Brescia di fronte all'incrocio con via Persico: un breve binario la raccordava alla linea che da Porta Venezia saliva verso la stazione.
Mentre la linea per porta Po fu prolungata nei mesi successivi fino al ponte sul fiume, solo nell'estate del 1930 si decise di proseguire la linea per Porta Venezia fino al quartiere di San Sebastiano. Il nuovo tronco fu avviato all'esercizio il 1º giugno 1931. Con l'apertura di questo tronco furono istituite le "fermate fisse": gli unici punti in cui i tram erano autorizzati a fermarsi per la salita e la discesa dei passeggeri. Per una consolidata abitudine dei passeggeri alle "fermate a richiesta", il sistema fu ben presto dimenticato.
Tra il 1935 e il 1938, l'ASM di Brescia aveva sostituito in quella città la rete tranviaria con quella filoviaria. Di fronte a questa esperienza, la SEB decise di replicare l'operazione anche a Cremona: nell'estate del 1939 si stese la bifilare di alimentazione, ma i lavori furono poi sospesi a causa della stagione invernale, riprendendo solo nella primavera seguente. Il 22 ottobre 1940 si decise di avviare la sperimentazione dei nuovi filobus sul tratto Porta Venezia-Porta Romana, chiudendo contestualmente il percorso Porta Venezia – San Sebastiano. Ottenuto l'esito positivo, si decise di procedere con il nuovo sistema: il 28 novembre i tram rientrarono definitivamente in rimessa e il giorno dopo iniziarono i nuovi servizi filoviari.

## Caratteristiche

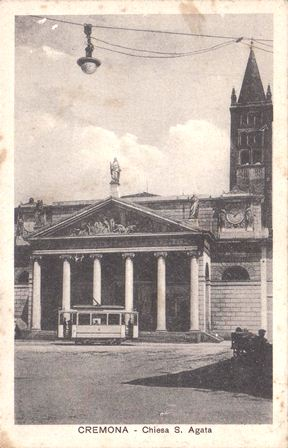
Sant'Agata con tram

Le due linee tranviarie erano a singolo binario, ad eccezione del tratto in comune fra la stazione ferroviaria e Piazza Roma. Questo tronco, lungo 1.258 metri, era a doppio binario; i tram che lo impegnavano mantenevano la destra nei due sensi di marcia.
Le rotaie impiegate erano di tipo Phoenix dal peso di 35,2 kg/m.
La linea era elettrificata a corrente continua, 600 volt, con filo aereo posizionato ad almeno 5,5 m dal piano stradale; per l'alimentazione dei motori i tram erano dotati di presa di corrente a pantografo.

### La rete
La rete era formata da due linee:
- Stazione ferroviaria – piazza Roma – porta Venezia, poi prolungata successivamente fino a via San Sebastiano.
- Stazione ferroviaria – piazza Roma – porta Po, poi prolungata fino al ponte sul Po.

Il progetto originario prevedeva anche una terza linea (Macello – Stazione ferroviaria – via Milano), ma durante la stesura del capitolato fra comune di Cremona e SEB fu deciso di rimandarne la costruzione che poi non fu più avviata.
Le due linee non erano numerate e la destinazione del percorso era posta sull'imperiale dei convogli tranviari. Se la linea era quella di Porta Venezia, il colore dello sfondo dell'indicazione era bianco, mentre di notte il colore della lanterna era verde; se la linea era quella di Porta Po, il cartello aveva una striscia trasversale di colore rosso, mentre di notte era illuminato da una lanterna rossa. A seguito dei prolungamenti, la linea per San Sebastiano era indicata con un tondo bianco, da una scritta nera su sfondo bianco e da una luce bianca durante le ore notturne, mentre quella per il ponte sul Po era segnalata da un tondo rosso, da una scritta rossa su sfondo bianco e da una lanterna rossa la notte.
La rete cremonese non era integrata rispetto ai collegamenti provinciali operati dalla società Tramvie Provinciali Cremonesi (linee per Asola, Ostianoe Casalmaggiore) e dalla Società Italiana Ferrovie e Tramvie (linee per Piacenza e Lugagnano). Tali relazioni attestavano presso due stazioni poste nei pressi di quella ferroviaria.
In corrispondenza del capolinea della linea tranviaria urbana stazione-Porta Po era posta la fermata di Porta Po delle linee piacentine (attuale innesto di via Massarotti in piazzale Cadorna).

## Materiale rotabile
La SEB inizialmente acquistò nove elettromotrici Carminati & Toselli dotate di equipaggiamenti elettrici AEG Thompson Houston, doppio motore da 50 kW e impianto frenante Brill a vite. Esternamente si presentavano con vernice bianca, mentre le loro dimensioni erano 7 500 mm x 2 040 mm x 3 223 mm. Furono immatricolate con i numeri da 1 e 9.
Nel 1930, la SEB acquistò una seconda serie di elettromotrici a due assi, sempre dalla Carminati & Toselli, con doppio motore da 89 CV e impianto frenante Westinghouse. Di ignote dimensioni, erano dotate di 18 posti a sedere e 24 in piedi. I tram furono immatricolati con i numeri 10, 11, 12 e 14.
Nel secondo dopoguerra, per far fronte alla necessità di rimpiazzare le molte elettromotrici distrutte, le 4 motrici Carminati & Toselli SEB 10÷13 furono cedute alla rete tranviaria della Spezia presso la quale furono immatricolate come 46÷49.